# Макаровская (Верховажский район)
Макаровская — деревня в Верховажском районе Вологодской области.
Входит в состав Шелотского сельского поселения, с точки зрения административно-территориального деления — в Шелотский сельсовет.
Расстояние по автодороге до районного центра Верховажья — 70,5 км, до центра муниципального образования Шелоты — 1 км. Ближайшие населённые пункты — Петраковская, Афонинская, Фофановская, Шелота, Степаново, Чавровская, Якунинская, Горка-Назаровская.
По переписи 2002 года население — 22 человека (9 мужчин, 13 женщин). Преобладающая национальность — русские (95 %).
Родина писателя В.Ф. Тендрякова. На месте дома, где он жил, установлен памятный знак. 
В деревне находится действующий храм Троицы Живоначальной (построен в 1820 г.)